# Hilla Niemelä
Hilla Niemelä (* 24. November 2001) ist eine finnische Skilangläuferin.

## Werdegang
Niemelä lief ihr erstes Rennen im Scandinavian-Cup im Dezember 2017 in Vuokatti, welches sie auf dem 101. Platz über 10 km Freistil beendete. Beim Europäischen Olympischen Winter-Jugendfestival 2019 in Sarajevo belegte sie den 25. Platz über 7,5 km klassisch, den 24. Rang über 5 km Freistil und den 16. Platz im Sprint. Bei den Junioren-Skiweltmeisterschaften 2019 in Lahti kam sie auf den 56. Platz über 5 km Freistil, auf den 28. Rang im Sprint sowie auf den siebten Platz mit der Staffel und bei den Junioren-Skiweltmeisterschaften 2021 in Vuokatti auf den 29. Platz über 5 km Freistil sowie auf den fünften Rang mit der Staffel. Im folgenden Jahr errang sie bei den U23-Weltmeisterschaften in Lygna den 12. Platz im Sprint. Zu Beginn der Saison 2022/23 gab sie in Ruka ihr Debüt im Skilanglauf-Weltcup. Dabei holte sie mit dem 25. Platz im Sprint ihre ersten Weltcuppunkte.